# Temporada da Association Sportive de Monaco Football Club de 2016–17
A Association Sportive de Monaco Football Club, na temporada 2016–17, participou de quatro competições: Ligue 1, Coupe de France, Coupe de la Ligue e UEFA Champions League.

## Uniforme
Fornecedor:
- Nike

Patrocinador Principal:
- Fedcom

| 1ª | 2ª | 3ª |

## Jogadores

### Elenco
Legenda
- : Capitão
- : Jogador lesionado

### Transferências
Legenda
- : Jogadores que retornam de empréstimo

- : Jogadores emprestados

| Entradas              |      |                        |                   |       |
| Jogador               | Pos. | Clube anterior         | Valor             | Ref.  |
| Benjamin Mendy        | LE   | Olympique de Marseille | € 13 milhões      | [ 1 ] |
| Youssef Aït Bennasser | M    | Nancy                  | € 3 milhões       | [ 2 ] |
| Kamil Glik            | Z    | Torino                 | € 11 milhões      | [ 3 ] |
| Djibril Sidibé        | LD   | Lille                  | € 15 milhões      | [ 4 ] |
| Morgan De Sanctis     | G    | Roma                   | custo zero        | [ 5 ] |
| Radamel Falcao        | A    | Chelsea                | Fim do empréstimo |       |
| Valère Germain        | A    | Nice                   | Fim do empréstimo |       |
| Boschilia             | M    | Standard de Liège      |                   |       |
| Abdou Diallo          | Z    | Zulte Waregem          |                   |       |
| Jorge                 | LE   | Flamengo               | € 8,5 milhões     | [ 6 ] |

| Saídas              |      |                   |             |        |
| Jogador             | Pos. | Clube de destino  | Valor       | Ref.   |
| Paul Nardi          | G    | Rennes            | Empréstimo  | [ 7 ]  |
| Jessy Pi            | V    | Toulouse          | € 700 mil   | [ 8 ]  |
| Jérémy Toulalan     | V    | Bordeaux          | custo zero  | [ 9 ]  |
| Dylan Bahamboula    | M    | Dijon             | custo zero  | [ 10 ] |
| Lacina Traoré       | A    | CSKA Moscou       | Empréstimo  | [ 11 ] |
| Rony Lopes          | M    | Lille             | Empréstimo  | [ 12 ] |
| Edgar Salli         | PD   | Nürnberg          | custo zero  | [ 13 ] |
| Allan Saint-Maximin | A    | Bastia            | Empréstimo  | [ 14 ] |
| Ricardo Carvalho    | Z    | Sem clube         | custo zero  | [ 15 ] |
| Marcel Tisserand    | Z    | Ingolstadt        | € 3 milhões | [ 16 ] |
| Vágner Love         | A    | Alanyaspor        | € 500 mil   | [ 16 ] |
| Ivan Cavaleiro      | A    | Wolverhampton     | € 8 milhões | [ 17 ] |
| Raphaël Diarra      | Z    | Cercle Brugge     | Empréstimo  | [ 18 ] |
| Tafsir Chérif       | A    | Rio Ave           | Empréstimo  | [ 18 ] |
| Elderson Echiéjilé  | LE   | Standard de Liège | Empréstimo  | [ 19 ] |
| Jonathan Mexique    | V    | Red Star Paris    | Empréstimo  | [ 20 ] |
| Farès Bahlouli      | M    | Standard de Liège | Empréstimo  | [ 20 ] |
| Fábio Coentrão      | LE   | Real Madrid       |             |        |
| Wallace             | Z    | Braga             |             |        |

## Estatísticas

### Desempenho da equipe
Atualizado até 25 de maio de 2017

#### Desempenho geral
| Técnico         | J  | V  | E | D  | GP  | GS | SG  | %     |
| --------------- | -- | -- | - | -- | --- | -- | --- | ----- |
| Leonardo Jardim | 63 | 45 | 8 | 10 | 159 | 74 | +85 | 75.66 |

#### Como mandante
| Técnico         | J  | V  | E | D | GP | GS | SG  | %     |
| --------------- | -- | -- | - | - | -- | -- | --- | ----- |
| Leonardo Jardim | 31 | 27 | 2 | 2 | 91 | 22 | +70 | 89.24 |

#### Como visitante
| Técnico         | J  | V  | E | D | GP | GS | SG  | %     |
| --------------- | -- | -- | - | - | -- | -- | --- | ----- |
| Leonardo Jardim | 32 | 18 | 6 | 8 | 68 | 52 | +16 | 62.50 |

### Público
Atualizado até 25 de maio de 2017

#### Maiores públicos
| Nº | Público |        | Placar | Visitante              | Data                   | Competição                |
| -- | ------- | ------ | ------ | ---------------------- | ---------------------- | ------------------------- |
| 1  | 17 135  | Monaco | 3 – 1  | Borussia Dortmund      | 19 de abril de 2017    | Liga dos Campeões da UEFA |
| 2  | 16 762  | Monaco | 0 – 2  | Juventus               | 3 de maio de 2017      | Liga dos Campeões da UEFA |
| 3  | 16 049  | Monaco | 3 – 0  | Nice                   | 4 de fevereiro de 2017 | Ligue 1                   |
| 4  | 15 700  | Monaco | 3 – 1  | Manchester City        | 15 de março de 2017    | Liga dos Campeões da UEFA |
| 5  | 15 219  | Monaco | 3 – 1  | Paris Saint-Germain    | 28 de agosto de 2016   | Ligue 1                   |
| 6  | 14 299  | Monaco | 2 – 0  | Saint-Étienne          | 17 de maio de 2017     | Ligue 1                   |
| 7  | 14 089  | Monaco | 4 – 0  | Olympique de Marseille | 26 de novembro de 2016 | Ligue 1                   |
| 8  | 13 129  | Monaco | 4 – 0  | Lille                  | 13 de maio de 2017     | Ligue 1                   |
| 9  | 13 129  | Monaco | 1 – 3  | Lyon                   | 18 de dezembro de 2016 | Ligue 1                   |
| 10 | 13 100  | Monaco | 2 – 1  | Tottenham              | 22 de novembro de 2016 | Liga dos Campeões da UEFA |

#### Média de público
| Ligue 1    | Coupe de France | Coupe de la Ligue | Liga dos Campeões | Média total |
| ---------- | --------------- | ----------------- | ----------------- | ----------- |
| 9.586 (19) | 3.854 (2)       | 6.619 (2)         | 12.247 (8)        | 9.711 (31)  |

#### Público total
| Ligue 1      | Coupe de France | Coupe de la Ligue | Liga dos Campeões | Público total |
| ------------ | --------------- | ----------------- | ----------------- | ------------- |
| 182.134 (19) | 7.709 (2)       | 13.238 (2)        | 97.979 (8)        | 301.060 (31)  |

* Em parênteses, o número de jogos.

### Artilharia
Atualizado até 25 de maio de 2017
| #   | Jogador           | Gols | Ligue 1 | Coupe de France | Coupe de la Ligue | Champions League |
| --- | ----------------- | ---- | ------- | --------------- | ----------------- | ---------------- |
| 1º  | Radamel Falcao    | 30   | 21      | 1               | 1                 | 7                |
| 2º  | Kylian Mbappé     | 26   | 15      | 2               | 3                 | 6                |
| 3º  | Valère Germain    | 17   | 10      | 3               | 0                 | 4                |
| 4º  | Thomas Lemar      | 14   | 9       | 2               | 1                 | 2                |
| 5º  | Fabinho           | 13   | 10      | 0               | 0                 | 3                |
| 6º  | Bernardo Silva    | 11   | 8       | 0               | 0                 | 3                |
| 7º  | Gabriel Boschilia | 8    | 6       | 0               | 2                 | 0                |
| 7º  | Guido Carrillo    | 8    | 7       | 1               | 0                 | 0                |
| 7º  | Kamil Glik        | 8    | 6       | 1               | 0                 | 1                |
| 10º | Tiemoué Bakayoko  | 3    | 2       | 0               | 0                 | 1                |
| 10º | João Moutinho     | 3    | 2       | 0               | 1                 | 0                |
| 10º | Djibril Sidibé    | 3    | 2       | 0               | 0                 | 1                |
| 13º | Adama Traoré      | 2    | 2       | 0               | 0                 | 0                |
| 13º | Jemerson          | 2    | 2       | 0               | 0                 | 0                |
| 15º | Corentin Jean     | 1    | 0       | 0               | 1                 | 0                |
| 15º | Benjamin Mendy    | 1    | 0       | 1               | 0                 | 0                |
| 15º | Kevin N'Doram     | 1    | 0       | 1               | 0                 | 0                |
| 15º | Nabil Dirar       | 1    | 1       | 0               | 0                 | 0                |
| 15º | Jorge             | 1    | 1       | 0               | 0                 | 0                |

### Assistências
| #   | Jogador           | Assis. | Ligue 1 | Coupe de France | Coupe de la Ligue | Champions League |
| --- | ----------------- | ------ | ------- | --------------- | ----------------- | ---------------- |
| 1º  | Thomas Lemar      | 15     | 10      | 0               | 0                 | 5                |
| 2º  | Benjamin Mendy    | 11     | 5       | 2               | 0                 | 4                |
| 2º  | Kylian Mbappé     | 11     | 8       | 3               | 0                 | 0                |
| 4º  | Bernardo Silva    | 10     | 9       | 0               | 0                 | 1                |
| 5º  | João Moutinho     | 8      | 4       | 2               | 1                 | 1                |
| 6º  | Nabil Dirar       | 6      | 3       | 1               | 1                 | 1                |
| 6º  | Radamel Falcao    | 6      | 5       | 0               | 0                 | 1                |
| 8º  | Almamy Touré      | 5      | 5       | 0               | 0                 | 0                |
| 8º  | Djibril Sidibé    | 5      | 3       | 0               | 1                 | 1                |
| 8º  | Guido Carrillo    | 5      | 1       | 1               | 1                 | 2                |
| 11º | Fabinho           | 4      | 1       | 0               | 0                 | 3                |
| 11º | Valère Germain    | 4      | 3       | 0               | 0                 | 1                |
| 13º | Gabriel Boschilia | 3      | 2       | 0               | 1                 | 0                |
| 14º | Kamil Glik        | 2      | 1       | 0               | 0                 | 1                |
| 15º | Andrea Raggi      | 1      | 0       | 0               | 1                 | 0                |
| 15º | Abdou Diallo      | 1      | 0       | 1               | 0                 | 0                |
| 15º | Irvin Cardona     | 1      | 0       | 1               | 0                 | 0                |
| 15º | Kevin N'Doram     | 1      | 1       | 0               | 0                 | 0                |

### Hat-tricks
| Jogador        | Contra   | Resultado | Data                    | Competição        |
| -------------- | -------- | --------- | ----------------------- | ----------------- |
| Radamel Falcao | Bordeaux | 4–0       | 10 de dezembro de 2016  | Ligue 1           |
| Kylian Mbappé  | Rennes   | 7–0       | 14 de dezembro de 2016  | Coupe de la Ligue |
| Kylian Mbappé  | Metz     | 5–0       | 11 de fevereiro de 2017 | Ligue 1           |

## Pré-temporada
| 2 de julho de 2016 | Lugano                               | 3 – 5     | Monaco                                                    | Stadio comunale Cornaredo, Lugano |
| 17:30              | Črnigoj 15' · Šušnjar 63' (pen), 89' | Relatório | Padalino 18' · Lemar 21', 36' · Falcao 44' · Carrillo 77' |                                   |

| 3 de julho de 2016 | Kriens                    | 3 – 3     | Monaco                                       | Stadio comunale Cornaredo, Lugano |
| 16:30              | Sorgić 5', 27', 35' (pen) | Relatório | Elderson 10' · Vágner Love 19' · Germain 58' |                                   |

| 9 de julho de 2016 | Sion                                   | 3 – 3     | Monaco                                      | Stade Saint-Marc, Bagnes |
| 16:30              | Konaté 5' · Akolo 72' · Jemerson 90+2' | Relatório | Germain 40' · Falcao 53' (pen) · Traoré 83' |                          |

| 12 de julho de 2016 | Luzern                 | 2 – 1     | Monaco     | Stade du Censuy, Renens |
| 17:30               | Neumayr 36' · Hyka 50' | Relatório | Traoré 38' |                         |

| 13 de julho de 2016 | Sporting    | 1 – 4     | Monaco                                       | Stade Juan-Antonio-Samaranch, Lausana |
| 20:30               | Podence 21' | Relatório | Germain 12' · Falcao 23', 66' · Carrillo 82' |                                       |

| 16 de julho de 2016 | Basel | 0 – 1     | Monaco        | Stade Eugène Parlier, Montreux |
| 15:00               |       | Relatório | Boschilia 33' |                                |

| 19 de julho de 2016 | Zenit                            | 3 – 1     | Monaco     | Stade du Censuy, Renens |
| 17:00               | Đorđević 46', 48' · Kerjakov 50' | Relatório | Falcao 31' |                         |

| 7 de agosto de 2016 | Napoli                                   | 5 – 0     | Monaco | Stadio San Paolo, Nápoles |
| 21:00               | Gabbiadini 3', 16', 48', 64' · Allan 66' | Relatório |        |                           |

## Competições

### Ligue 1

#### Classificação na Liga
| Pos | Equipes                | Pts | J  | V  | E  | D  | GM  | GS | SG  | Classificação ou rebaixamento                                     |
| --- | ---------------------- | --- | -- | -- | -- | -- | --- | -- | --- | ----------------------------------------------------------------- |
| 1   | Monaco                 | 95  | 38 | 30 | 5  | 3  | 107 | 31 | +76 | Fase de grupos da Liga dos Campeões da UEFA de 2017–18            |
| 2   | Paris Saint-Germain    | 87  | 38 | 27 | 6  | 5  | 83  | 27 | +56 | Fase de grupos da Liga dos Campeões da UEFA de 2017–18            |
| 3   | Nice                   | 78  | 38 | 22 | 12 | 4  | 63  | 36 | +27 | Terceira pré-eliminatória da Liga dos Campeões da UEFA de 2017–18 |
| 4   | Lyon                   | 67  | 38 | 21 | 4  | 13 | 80  | 48 | +32 | Terceira pré-eliminatória da Liga Europa da UEFA de 2017–18       |
| 5   | Olympique de Marseille | 62  | 38 | 17 | 11 | 10 | 57  | 41 | +16 | Terceira pré-eliminatória da Liga Europa da UEFA de 2017–18       |

#### Resumo dos resultados
| Total |    |    |   |   |     |    |     |
| Pts   | J  | V  | E | D | GM  | GS | SG  |
| 95    | 38 | 30 | 5 | 3 | 107 | 31 | +76 |

| Casa |    |    |   |   |    |    |     |
| Pts  | J  | V  | E | D | GM | GS | SG  |
| 52   | 19 | 17 | 1 | 1 | 63 | 13 | +50 |

| Fora |    |    |   |   |    |    |     |
| Pts  | J  | V  | E | D | GM | GS | SG  |
| 43   | 19 | 13 | 4 | 2 | 44 | 18 | +27 |

#### Partidas
1ª rodada
| 12 de agosto de 2016 | Monaco                                 | 2 – 2     | Guingamp                | Stade Louis II, Mónaco                         |
| 20:30                | Fabinho 71' (pen) · Bernardo Silva 84' | Relatório | Diallo 29' · Privat 37' | Público: 8 019 Árbitro: FRA Jérôme Miguelgorry |

| Monaco | Guingamp |

2ª rodada
| 20 de agosto de 2016 | Nantes | 0 – 1     | Monaco        | Stade de la Beaujoire, Nantes                |
| 17:00                |        | Relatório | Boschilia 25' | Público: 25 908 Árbitro: FRA Stéphane Lannoy |

| Nantes | Monaco |

3ª rodada
| 28 de agosto de 2016 | Monaco                                          | 3 – 1     | Paris Saint-Germain | Stade Louis II, Mónaco                    |
| 20:45                | Moutinho 13' · Fabinho 45+2' (pen) · Aurier 80' | Relatório | Cavani 63'          | Público: 15 219 Árbitro: FRA Ruddy Buquet |

| Monaco | PSG |

4ª rodada
| 10 de setembro de 2016 | Lille        | 1 – 4     | Monaco                                          | Stade Pierre-Mauroy, Lille                |
| 20:00                  | Palmieri 90' | Relatório | Sidibé 2' · Traoré 17' · Fabinho 47' · Glik 71' | Público: 29 373 Árbitro: FRA Tony Chapron |

| Lille | Monaco |

5ª rodada
| 17 de setembro de 2016 | Monaco                        | 3 – 0     | Rennes | Stade Louis II, Mónaco                      |
| 17:00                  | Falcao 42' · Lemar 90', 90+2' | Relatório |        | Público: 6 149 Árbitro: FRA Frank Schneider |

| Monaco | Rennes |

6ª rodada - Derby de la Côte d'Azur
| 21 de setembro de 2016 | Nice                                       | 4 – 0     | Monaco | Allianz Riviera, Nice                       |
| 19:00                  | Baysse 17' · Balotelli 30', 68' · Pléa 86' | Relatório |        | Público: 21 867 Árbitro: FRA Benoît Bastien |

| Nice | Monaco |

7ª rodada
| 24 de setembro de 2016 | Monaco                  | 2 – 1     | Angers       | Stade Louis II, Mónaco                         |
| 20:00                  | Glik 66' · Nwakaeme 76' | Relatório | Diedhiou 55' | Público: 6 019 Árbitro: FRA Jerôme Miguelgorry |

| Monaco | Angers |

8ª rodada
| 1 de outubro de 2016 | Metz | 0 – 7     | Monaco                                                                                              | Stade Saint-Symphorien, Longeville-lès-Metz |
| 20:00                |      | Relatório | Lemar 8' · Germain 23' · Bernardo Silva 40' · Fabinho 68' (pen) · Carrillo 72', 83' · Boschilia 89' | Público: 19 160 Árbitro: FRA Ruddy Buquet   |

| Metz | Monaco |

9ª rodada
| 14 de outubro de 2016 | Toulouse                         | 3 – 1     | Monaco     | Stadium Municipal, Toulouse                  |
| 19:00                 | Trejo 65' · Braithwaite 84', 87' | Relatório | Germain 4' | Público: 17 602 Árbitro: FRA Lionel Jaffredo |

| Toulouse | Monaco |

10ª rodada
| 21 de outubro de 2016 | Monaco                                                                              | 6 – 2     | Montpellier             | Stade Louis II, Mónaco                     |
| 20:45                 | Falcao 36' (pen) · Mbappé 49' · Jemerson 64' · Germain 74' · Lemar 76' · Traoré 89' | Relatório | Boudebouz 9', 61' (pen) | Público: 7 619 Árbitro: FRA Amaury Delerue |

| Monaco | Montpellier |

11ª rodada
| 29 de outubro de 2016 | Saint-Étienne | 1 – 1     | Monaco  | Stade Geoffroy-Guichard, Saint-Étienne    |
| 20:00                 | Perrin 18'    | Relatório | Glik 5' | Público: 35 890 Árbitro: FRA Ruddy Buquet |

| Saint-Etienne | Monaco |

12ª rodada
| 5 de novembro de 2016 | Monaco                                                                         | 6 – 0     | Nancy | Stade Louis II, Mónaco                        |
| 17:00                 | Falcao 25', 30' (pen) · Mbappé 65' · Carrillo 87', 90+2' · Fabinho 90' (pen) · | Relatório |       | Público: 5 539 Árbitro: FRA François Letexier |

| Monaco | Nancy |

13ª rodada
| 18 de novembro de 2016 | Lorient | 0 – 3     | Monaco                                   | Stade Yves Allainmat, Lorient             |
| 19:00                  |         | Relatório | Falcao 64' · Lemar 67' · Boschilia 90+3' | Público: 9 574 Árbitro: FRA Fredy Fautrel |

| Lorient | Monaco |

14ª rodada
| 26 de novembro de 2016 | Monaco                                            | 4 – 0     | Olympique de Marseille | Stade Louis II, Mónaco                      |
| 17:10                  | Boschilia 23' · Germain 29', 39' · Carrillo 90+1' | Relatório |                        | Público: 14 089 Árbitro: FRA Clément Turpin |

| Monaco | Olymp. Marseille |

15ª rodada
| 29 de novembro de 2016 | Dijon           | 1 – 1     | Monaco       | Stade Gaston Gérard, Dijon                |
| 21:00                  | Sammaritano 87' | Relatório | Carrillo 17' | Público: 10 263 Árbitro: FRA Tony Chapron |

| Dijon | Monaco |

16ª rodada
| 3 de dezembro de 2016 | Monaco                                                  | 5 – 0     | Bastia | Stade Louis II, Mónaco                    |
| 20:00                 | Mbappé 10' · Lemar 66' · Falcao 68', 73' · Carrillo 79' | Relatório |        | Público: 7 019 Árbitro: FRA Benoît Millot |

| Monaco | Bastia |

17ª rodada
| 10 de dezembro de 2016 | Bordeaux | 0 – 4     | Monaco                                | Matmut Atlantique, Bordéus                  |
| 17:00                  |          | Relatório | Sidibé 2' · Falcao 5', 50', 64' (pen) | Público: 38 803 Árbitro: FRA Benoît Bastien |

| Bordeaux | Monaco |

18ª rodada
| 18 de dezembro de 2016 | Monaco       | 1 – 3     | Lyon                                       | Stade Louis II, Mónaco                    |
| 20:45                  | Bakayoko 70' | Relatório | Ghezzal 29' · Valbuena 65' · Lacazette 87' | Público: 13 129 Árbitro: FRA Ruddy Buquet |

| Monaco | Lyon |

19ª rodada
| 21 de dezembro de 2016 | Monaco                    | 2 – 1     | Caen         | Stade Louis II, Mónaco                        |
| 20:50                  | Falcao 48' · Bakayoko 76' | Relatório | Bazile 90+4' | Público: 7 319 Árbitro: FRA Bartolomeu Varela |

| Monaco | Caen |

20ª rodada
| 15 de janeiro de 2017 | Olympique de Marseille | 1 – 4     | Monaco                                           | Stade Vélodrome, Marselha                   |
| 21:00                 | Rolando 28'            | Relatório | Lemar 15' · Falcao 21' · Bernardo Silva 45', 56' | Público: 43 814 Árbitro: FRA Clément Turpin |

| Olymp. Marseille | Monaco |

21ª rodada
| 22 de janeiro de 2017 | Monaco                                | 4 – 0     | Lorient | Stade Louis II, Mónaco                     |
| 15:00                 | Boschilia 24', 28' · Germain 37', 59' | Relatório |         | Público: 5 549 Árbitro: FRA Amaury Delerue |

| Monaco | Lorient |

22ª rodada
| 29 de janeiro de 2017 | Paris Saint-Germain | 1 – 1     | Monaco               | Parc des Princes, Paris                      |
| 20:00                 | Cavani 81' (pen)    | Relatório | Bernardo Silva 90+2' | Público: 47 238 Árbitro: FRA Frank Schneider |

| PSG | Monaco |

23ª rodada - Derby de la Côte d'Azur
| 4 de fevereiro de 2017 | Monaco                        | 3 – 0     | Nice | Stade Louis II, Mónaco                      |
| 17:00                  | Germain 48' · Falcao 60', 81' | Relatório |      | Público: 16 049 Árbitro: FRA Benoît Bastien |

| Monaco | Nice |

24ª rodada
| 7 de fevereiro de 2017 | Montpellier | 1 – 2     | Monaco                | Stade de la Mosson, Montpellier            |
| 19:00                  | Hilton 48'  | Relatório | Glik 16' · Mbappé 21' | Público: 12 433 Árbitro: FRA Mikael Lesage |

| Montpellier | Monaco |

25ª rodada
| 11 de fevereiro de 2017 | Monaco                                | 5 – 0     | Metz | Stade Louis II, Mónaco                    |
| 20:00                   | Mbappé 7', 20', 49' · Falcao 10', 55' | Relatório |      | Público: 6 069 Árbitro: FRA Olivier Thual |

| Monaco | Metz |

26ª rodada
| 17 de fevereiro de 2017 | Bastia     | 1 – 1     | Monaco             | Stade Armand Cesari, Bastia                 |
| 20:45                   | Diallo 19' | Relatório | Bernardo Silva 52' | Público: 10 059 Árbitro: FRA Clément Turpin |

| Bastia | Monaco |

27ª rodada
| 25 de fevereiro de 2017 | Guingamp  | 1 – 2     | Monaco                       | Stade du Roudourou, Guingamp                |
| 17:00                   | Didot 90' | Relatório | Glik 24' · Fabinho 86' (pen) | Público: 15 912 Árbitro: FRA Amaury Delerue |

| Guingamp | Monaco |

28ª rodada
| 5 de março de 2017 | Monaco                                             | 4 – 0     | Nantes | Stade Louis II, Mónaco                    |
| 21:00              | Mbappé 4', 45+1' · Germain 43' · Fabinho 59' (pen) | Relatório |        | Público: 7 649 Árbitro: FRA Mikael Lesage |

| Monaco | Nantes |

29ª rodada
| 11 de março de 2017 | Monaco                    | 2 – 1     | Bordeaux  | Stade Louis II, Mónaco                    |
| 16:45               | Mbappé 68' · Moutinho 74' | Relatório | Rolán 84' | Público: 11 009 Árbitro: FRA Ruddy Buquet |

| Monaco | Bordeaux |

30ª rodada
| 19 de março de 2017 | Caen | 0 – 3     | Monaco                              | Stade Michel d'Ornano, Caen                 |
| 15:00               |      | Relatório | Mbappé 13', 81' · Fabinho 49' (pen) | Público: 19 399 Árbitro: FRA Antony Gautier |

| Caen | Monaco |

31ª rodada
| 17 de maio de 2017 | Monaco                     | 2 – 0     | Saint-Étienne | Stade Louis II, Mónaco                      |
| 21:00              | Mbappé 19' · Germain 90+3' | Relatório |               | Público: 14 299 Árbitro: FRA Clément Turpin |

| Monaco | Saint-Étienne |

32ª rodada
| 8 de abril de 2017 | Angers | 0 – 1     | Monaco     | Stade Jean-Bouin, Angers                       |
| 17:00              |        | Relatório | Falcao 61' | Público: 15 235 Árbitro: FRA Bartolomeu Varela |

| Angers | Monaco |

33ª rodada
| 15 de abril de 2017 | Monaco                 | 2 – 1     | Dijon        | Stade Louis II, Mónaco                         |
| 21:00               | Dirar 69' · Falcao 81' | Relatório | Varrault 42' | Público: 9 069 Árbitro: FRA Jérôme Miguelgorry |

| Monaco | Dijon |

34ª rodada
| 23 de abril de 2017 | Lyon        | 1 – 2     | Monaco                  | Parc Olympique Lyonnais, Décines-Charpieu   |
| 21:15               | Tousart 51' | Relatório | Falcao 36' · Mbappé 44' | Público: 44 411 Árbitro: FRA Benoît Bastien |

| Lyon | Monaco |

35ª rodada
| 29 de abril de 2017 | Monaco                            | 3 – 1     | Toulouse     | Stade Louis II, Mónaco                    |
| 17:00               | Glik 49' · Mbappé 64' · Lemar 75' | Relatório | Toivonen 46' | Público: 9 169 Árbitro: FRA Mikaël Lesage |

| Monaco | Toulouse |

36ª rodada
| 6 de maio de 2017 | Nancy | 0 – 3     | Monaco                                     | Stade Marcel Picot, Tomblaine             |
| 20:00             |       | Relatório | Badila 3' · Bernardo Silva 40' · Lemar 86' | Público: 19 519 Árbitro: FRA Ruddy Buquet |

| Nancy | Monaco |

37ª rodada
| 13 de maio de 2017 | Monaco                                           | 4 – 0     | Lille | Stade Louis II, Mónaco                      |
| 21:00              | Falcao 6', 69' · Bernardo Silva 45' · Alonso 88' | Relatório |       | Público: 13 152 Árbitro: FRA Benoît Bastien |

| Monaco | Lille |

38ª rodada
| 20 de maio de 2017 | Rennes                    | 2 – 3     | Monaco                                 | Roazhon Park, Rennes                      |
| 21:00              | Diakhaby 69' (pen), 90+1' | Relatório | Fabinho 42' · Jemerson 48' · Jorge 78' | Público: 26 565 Árbitro: FRA Saïd Ennjimi |

| Rennes | Monaco |

### Coupe de France

#### Fase de 32-avos
| 6 de janeiro de 2017 | Monaco                   | 2 – 1     | AC Ajaccio        | Stade Louis II, Mónaco                        |
| 21:00                | Falcao 19' · Germain 66' | Relatório | Cavalli 65' (pen) | Público: 2 000 Árbitro: FRA Sébastien Desiage |

#### Fase de 16-avos
| 1 de fevereiro de 2017 | Chambly                                            | 4 – 5 (pro) | Monaco                                                          | Stade Pierre Brisson, Beauvais          |
| 18:00                  | Soubervie 57', 90+3' · Gendrey 81' · Padovani 111' | Relatório   | Carrillo 17' · Lemar 35' · Mbappé 48' · N'Doram 96' · Glik 103' | Público: 7 555 Árbitro: FRA Johan Hamel |

#### Oitavas de final
| 1 de março de 2017 | Olympique de Marseille        | 3 – 4 (pro) | Monaco                                          | Stade Vélodrome, Marselha                  |
| 20:05              | Payet 43' · Cabella 84', 111' | Relatório   | Pelé 19' · Mbappé 66' · Mendy 104' · Lemar 113' | Público: 35 513 Árbitro: FRA Benoit Millet |

| Olymp. Marseille | Monaco |

#### Quartas de final
| 4 de abril de 2017 | Monaco           | 2 – 1     | Lille          | Stade Louis II, Mónaco                   |
| 21:00              | Germain 35', 45' | Relatório | El Ghazi 90+3' | Público: 5 709 Árbitro: FRA Tony Chapron |

| Monaco | Lille |

#### Semifinais
| 26 de abril de 2017 | Paris Saint-Germain                                                | 5 – 0     | Monaco | Parc des Princes, Paris                     |
| 21:05               | Draxler 26' · Cavani 31' · Mbaé 50' · Matuidi 52' · Marquinhos 90' | Relatório |        | Público: 47 298 Árbitro: FRA Clément Turpin |

| PSG | Monaco |

### Coupe de la Ligue

#### Oitavas de final
| 14 de dezembro de 2016 | Monaco                                                            | 7 – 0     | Rennes | Stade Louis II, Mónaco                      |
| 21:05                  | Mbappé 11', 21', 62' · Boschilia 35', 78' · Jean 83' · Cavare 85' | Relatório |        | Público: 5 539 Árbitro: FRA Frank Schneider |

| Monaco | Rennes |

#### Quartas de final
| 10 de janeiro de 2017 | Sochaux         | 1 – 1     | Monaco       | Stade Auguste Bonal, Montbéliard           |
| 21:00                 | Andriatsima 15' | Relatório | Moutinho 82' | Público: 15 362 Árbitro: FRA Mikael Lesage |

|                                              |       | Penalidades                          |  |
| Andriatsima Robinet Ilaimaharitra Ramaré Sao | 3 – 4 | Falcao Moutinho Glik Sidibé Carrillo |  |

| Sochaux | Monaco |

#### Semifinais
| 25 de janeiro de 2017 | Monaco       | 1 – 0     | Nancy | Stade Louis II, Mónaco                   |
| 21:00                 | Falcao 45+2' | Relatório |       | Público: 7 699 Árbitro: FRA Ruddy Buquet |

| Monaco | Nancy |

#### Final
| 1 de abril de 2017 | Monaco    | 1 – 4     | Paris Saint-Germain                         | Parc Olympique Lyonnais, Décines-Charpieu    |
| 21:00              | Lemar 27' | Relatório | Draxler 4' · Di María 44' · Cavani 54', 90' | Público: 57 841 Árbitro: FRA Frank Schneider |

| Monaco | PSG |

### Liga dos Campeões da UEFA

#### Rodadas de qualificação

##### Terceira pré-eliminatória
Jogo de ida
| 27 de julho de 2016 | Fenerbahçe       | 2 – 1     | Monaco     | Estádio Şükrü Saraçoğlu, Istambul              |
| 20:30               | Emenike 39', 61' | Relatório | Falcao 42' | Público: 12 223 Árbitro: ESP Jesús Gil Manzano |

| Fenerbahçe | Monaco |

Jogo de volta
| 3 de agosto de 2016 | Monaco                             | 3 – 1     | Fenerbahçe  | Stade Louis II, Mónaco                        |
| 20:45               | Germain 2', 65' · Falcao 18' (pen) | Relatório | Emenike 53' | Público: 8 403 Árbitro: POR Artur Soares Dias |

| Monaco | Fenerbahçe |

##### Rodada de play-off
Jogo de ida
| 17 de agosto de 2016 | Villarreal         | 1 – 2     | Monaco                                | El Madrigal, Villarreal                  |
| 20:45                | Alexandre Pato 36' | Relatório | Fabinho 3' (pen) · Bernardo Silva 72' | Público: 19 516 Árbitro: GER Felix Brych |

| Villarreal | Monaco |

Jogo de volta
| 23 de agosto de 2016 | Monaco              | 1 – 0     | Villarreal | Stade Louis II, Mónaco                     |
| 20:45                | Fabinho 90+1' (pen) | Relatório |            | Público: 8 750 Árbitro: SWE Jonas Eriksson |

| Monaco | Villarreal |

#### Fase de grupos
| Pos | Equipe           | Pts | J | V | E | D | GP | GC | SG | Classificado                     |  | MON | LEV | TOT | CSKA |
| --- | ---------------- | --- | - | - | - | - | -- | -- | -- | -------------------------------- |  | --- | --- | --- | ---- |
| 1   | Monaco           | 11  | 6 | 3 | 2 | 1 | 9  | 7  | +2 | Classificado às oitavas de final |  | —   | 1–1 | 2–1 | 3–0  |
| 2   | Bayer Leverkusen | 10  | 6 | 2 | 4 | 0 | 8  | 4  | +4 | Classificado às oitavas de final |  | 3–0 | —   | 0–0 | 2–2  |
| 3   | Tottenham        | 7   | 6 | 2 | 1 | 3 | 6  | 6  | 0  | Transferido para Liga Europa     |  | 1–2 | 0–1 | —   | 3–1  |
| 4   | CSKA Moscou      | 3   | 6 | 0 | 3 | 3 | 5  | 11 | −6 | Eliminado                        |  | 1–1 | 1–1 | 0–1 | —    |

| 14 de setembro de 2016 | Tottenham        | 1 – 2     | Monaco                         | Estádio de Wembley, Londres                  |
| 20:45                  | Alderweireld 45' | Relatório | Bernardo Silva 15' · Lemar 31' | Público: 85 011 Árbitro: ITA Gianluca Rocchi |

| Tottenham | Monaco |

| 27 de setembro de 2016 | Monaco     | 1 – 1     | Bayer Leverkusen | Stade Louis II, Mónaco                               |
| 20:45                  | Glik 90+4' | Relatório | Hernández 74'    | Público: 8 100 Árbitro: ESP David Fernández Borbalán |

| Monaco | Bayer Leverk. |

| 18 de outubro de 2016 | CSKA Moscou | 1 – 1     | Monaco             | Arena CSKA, Moscou                                |
| 20:45                 | Traoré 34'  | Relatório | Bernardo Silva 87' | Público: 24 125 Árbitro: SWE Martin Strömbergsson |

| CSKA Moscou | Monaco |

| 2 de novembro de 2016 | Monaco                        | 3 – 0     | CSKA Moscou | Stade Louis II, Mónaco                 |
| 20:45                 | Germain 13' · Falcao 29', 41' | Relatório |             | Público: 10 029 Árbitro: SVN Matej Jug |

| Monaco | CSKA Moscou |

| 22 de novembro de 2016 | Monaco                 | 2 – 1     | Tottenham      | Stade Louis II, Mónaco                     |
| 20:45                  | Sidibé 48' · Lemar 53' | Relatório | Kane 52' (pen) | Público: 13 100 Árbitro: NED Björn Kuipers |

| Monaco | Tottenham |

| 7 de dezembro de 2016 | Bayer Leverkusen                            | 3 – 0     | Monaco | BayArena, Leverkusen                           |
| 20:45                 | Yurchenko 30' · Brandt 48' · De Sanctis 82' | Relatório |        | Público: 21 928 Árbitro: LTU Gediminas Mažeika |

| Bayer Leverk. | Monaco |

#### Fase final

##### Oitavas de final
Jogo de ida
| 21 de fevereiro de 2017 | Manchester City                                        | 5 – 3     | Monaco                       | City of Manchester Stadium, Manchester           |
| 20:45                   | Sterling 26' · Agüero 58', 71' · Stones 77' · Sané 82' | Relatório | Falcao 32', 61' · Mbappé 40' | Público: 53 351 Árbitro: ESP Antonio Mateu Lahoz |

| Man. City | Monaco |

Jogo de volta
| 15 de março de 2017 | Monaco                                 | 3 – 1     | Manchester City | Stade Louis II, Mónaco                       |
| 20:45               | Mbappé 8' · Fabinho 29' · Bakayoko 77' | Relatório | Sané 71'        | Público: 15 700 Árbitro: ITA Gianluca Rocchi |

| Monaco | Man. City |

##### Quartas de final
Jogo de ida
| 12 de abril de 2017[A] | Borussia Dortmund        | 2 – 3     | Monaco                          | Signal Iduna Park, Dortmund                 |
| 18:45                  | Dembélé 57' · Kagawa 84' | Relatório | Mbappé 19', 79' · S. Bender 35' | Público: 65 849 Árbitro: ITA Daniele Orsato |

| Borussia D. | Monaco |

Jogo de volta
| 19 de abril de 2017 | Monaco                               | 3 – 1     | Borussia Dortmund | Stade Louis II, Mónaco                     |
| 20:45               | Mbappé 3' · Falcao 17' · Germain 81' | Relatório | Reus 48'          | Público: 17 135 Árbitro: SLO Damir Skomina |

| Monaco | Borussia D. |

##### Semifinais
Jogo de ida
| 3 de maio de 2017 | Monaco | 0 – 2     | Juventus         | Stade Louis II, Mónaco                           |
| 20:45             |        | Relatório | Higuaín 29', 59' | Público: 16 762 Árbitro: ESP Antonio Mateu Lahoz |

| Monaco | Juventus |

Jogo de volta
| 9 de maio de 2017 | Juventus                         | 2 – 1     | Monaco     | Juventus Stadium, Turim                    |
| 20:45             | Mandžukić 33' · Daniel Alves 44' | Relatório | Mbappé 69' | Público: 40 244 Árbitro: NED Björn Kuipers |

| Juventus | Monaco |